# Boček I. von Podiebrad
Boček I. von Podiebrad (auch Boček I. von Kunstadt und Podiebrad, Boczek/Botschek von Podiebrad; tschechisch Boček I. z Poděbrad, Boček I. z Kunštátu a Poděbrad; † 1373) war der Begründer des Podiebrader Familienzweigs der Herren von Kunstadt.

## Leben
Es ist nicht bekannt, wann und wo Boček geboren wurde. Da sein Vater Gerhard/Heralt Kämmerer (Komorník) an den Höfen in Brünn und Znaim war, wuchs Boček wahrscheinlich in Mähren auf. Vor 1350 begab sich Boček nach Böhmen, wo er vermutlich am Königshof in Prag ein Amt bekleidete und die Gunst des Königs Karl IV. erwarb. Jedenfalls übertrug ihm dieser 1350 das Recht auf einige kleinere heimgefallene Höfe. 1351 oder früher heiratete Boček Elisabeth von Lichtenburg (Eliška z Lichtemburka), eine Tochter des Heinrich von Lichtenburg auf Žleb. Durch die Heirat gelangte er in den Besitz der Pfandherrschaft Podiebrad, die er von König Karl IV. als erblichen Besitz erhielt. In einem Dokument von 1353 bezeichnete er sich erstmals als Boček von Podiebrad, später auch als Boček von Kunstadt auf Podiebrad oder Herr auf Podiebrad. Damit begründete er den Podiebrader Familienzweig der Herren von Kunstadt. Stammsitz der Podiebrader wurde mehrere Generationen lang das Schloss Podiebrad.
1353–1358 bekleidete Boček das Amt des Mundschenks (Číšník) am Hof Karls IV. Nachdem er die Gunst des Königs verloren hatte, war er bemüht, seinen Familienbesitz in Böhmen und Mähren zu erweitern.
Vor 1365 errichtete er in der Nähe von Bistritz am Hostein in den Hosteiner Bergen die Burg Obřany, die er nach dem erloschenen Familiensitz der Kunstädter, der Burg Obřany bei Brünn benannte. Da er die Burg ohne Genehmigung des Königs Karl und dessen Bruder Markgraf Johann Heinrich errichtet hatte, ordnete König Karl die Zerstörung der Burg an.
In Mähren gelangte Boček an Bodenstadt und 1365 an die Hälfte des Städtchens Proßnitz. 1369 erwarb er von Erhard von Butschowitz das gleichnamige Städtchen mit der zugehörigen Feste. und vor 1371 die ostböhmische Herrschaft Lititz. Für das Jahr 1371 ist er als Patron der Kirche von Sopotnice belegt, die zur Herrschaft Lititz gehörte. Zwei Jahre später starb Boček.

## Familie
Der Ehe Bočeks mit Elisabeth von Lichtenburg entstammten die Söhne:
- Boček II. von Kunstadt und Podiebrad († 1417)
- Heinrich/Hynek († nach 1376) und
- Ješek († nach 1393) sowie die Tochter
- Elisabeth/Alžběta († 1402), Äbtissin von St.-Georgs-Klosters in Prag